# Paratinga
Paratinga é um município brasileiro no interior do estado da Bahia, Região Nordeste do país. Localiza-se a uma distância de 710 quilômetros a oeste da capital estadual, Salvador, e 749 quilômetros a leste da capital federal, Brasília. Ocupa uma área de aproximadamente 2 624,118 km² e sua população no censo demográfico de 2010 era de 29 504 habitantes, segundo o Instituto Brasileiro de Geografia e Estatística, sendo então o nonagésimo segundo mais populoso do estado e terceiro de sua microrregião.
Parte do propósito de povoação do interior do Brasil, Paratinga é uma das cidades mais antigas da Bahia. Se desenvolveu a partir do século XVII em fazendas e terras do latifundiário Antônio Guedes de Brito. O município tornou-se local importante da região por abrigar um porto estratégico do qual populações passavam pelo Rio São Francisco. Foi o centro do poder econômico e político dos Guedes de Brito e, no século XVIII, seu território era o maior do estado e abrangia até a divisa com o estado de Minas Gerais. Com o passar dos anos, o território foi reduzido com a emancipação de vários municípios, como Bom Jesus da Lapa, Ibotirama e Macaúbas.
Atualmente, Paratinga é berço de um considerável patrimônio histórico. Várias de suas construções antigas contam com influências do neobarroco e do art déco. Além de seu arcabouço cultural, o município é destaque em turismo, especialmente com as fontes termais do distrito de Águas do Paulista e um de seus povoados, Brejo das Moças. No entanto, a cidade, assim como toda a região são franciscana, vive desafios ambientais e econômicos, influenciados pelo descaso da administração pública nacional, ocorrida desde a colonização portuguesa e aos períodos do país como império e república.
A sede do município possui uma temperatura média anual de 27,9 graus centígrados. Localizada em plena caatinga, com clima semiárido, Paratinga é banhada pelo Rio São Francisco e possui alguns cursos de água sob seu território. O seu Índice de Desenvolvimento Humano (IDH), segundo dados de 2010, é de 0,590, considerado baixo pela Organização das Nações Unidas (ONU). Com distâncias médias de grandes capitais brasileiras, como Salvador, Brasília, Goiânia e Belo Horizonte, o município é servido pela rodovia estadual BA-160, que a liga para várias cidades baianas até a divisa com Minas Gerais. Embora tenha índices pouco favoráveis em certas áreas como a educação, os indicadores socioeconômicos e de infraestrutura apontam melhoras nos últimos anos.

## Etimologia
O nome Paratinga, escolhido para batizar a cidade, é uma adaptação de origem tupi ao antigo nome do município, Rio Branco, por meio do Decreto Estadual nº 141, de 31 de dezembro de 1943. O nome consiste na junção dos vocábulos indígenas pará ("rio") e tinga ("branco").

## História

### Primeiros povos e colonização
A região à esquerda e direita do Rio São Francisco, no oeste baiano, no qual Paratinga se localiza, era ocupada por várias populações indígenas, dentre elas os tamoios, cataguás, xacriabás, aricobés, tabajaras, amoipira, tupiná, ocren, sacragrinha e tupinambás. Especificamente em Paratinga, acredita-se que o grupo indígena predominante era o dos tuxás.
Os primeiros registros da chegada portuguesa à Paratinga datam do século XVI, quando Duarte Coelho Pereira, o capitão donatário de Pernambuco, esteve na região, em uma expedição exploratória, entre os anos de 1543 e 1550. Em 1553, o rei de Portugal D. João III determinou que Tomé de Sousa conhecesse as nascentes do São Francisco. O espanhol Francisco Bruza Espinosa, residente em Porto Seguro, foi o responsável pela expedição que, segundo estudiosos, pode ter chegado até Bom Jesus da Lapa, um ano e meio após o seu início. No entanto, não houve ocupação permanente no local por lusodescendentes. Ainda, em 1602, o bandeirante Belchior Dias Moreia passou pela região.
A colonização, de fato, ocorreria somente no século XVII, quando o pecuarista e latifundiário Antônio Guedes de Brito recebeu sesmarias que compreendiam muitas áreas do interior da Bahia, o que incluía a região de Paratinga, assim formando o seu latifúndio, a Casa da Ponte, que era o segundo maior do Brasil Colonial. Guedes de Brito, conhecido pelo desbravamento, foi também reconhecido pela extinção de grande parte da população indígena da região do Médio São Francisco, escravizando os sobreviventes.
Mais tarde, após sua morte, sua neta D. Joana da Silva Caldeira Pimentel Guedes de Brito tornou-se proprietária de várias fazendas herdadas pela família. Dentro da Fazenda Santo Antônio do Urubu de Cima surgiu o arraial de mesmo nome, simplesmente conhecido como Urubu, um vilarejo caracterizado pelas atividades pecuaristas e agropecuárias cujos moradores eram formados por luso-brasileiros, indígenas e africanos e que se formou ao redor de uma capela em louvor a Santo Antônio construída em 1680, sendo o templo mais antigo da região do Médio São Francisco. Reza a lenda que o nome da povoação veio por conta da descoberta de uma imagem de Santo Antônio debaixo de uma árvore, enquanto um urubu estava por cima, protegendo-a do sol.
Pela existência do arraial e de grandes currais de gado, já no início do século XVIII, a região de Paratinga tornou-se ponto estratégico para pousada e passagem de boiadeiros que transitavam entre o interior de Minas Gerais e da Bahia. Além disso, parte do gado que passava pelo local era comercializado em Goiás e Mato Grosso.
No Vale do São Francisco, os Guedes de Brito possuíam dez fazendas de gado, que eram: Boa Vista, Batalha, Volta, Campos de São João, Itibiruba (Itibiraba), Mocambo, Campo Grande, Curralinho, Riacho dos Porcos e Santo Antônio do Urubu. A região foi mapeada pelo sertanista Joaquim Quaresma Delgado em 1734, contratado para percorrer e mapear o interior da Bahia e de Minas Gerais.
Naquela época, a grande maioria dos proprietários das fazendas da região eram ausentes de suas posses e, com isso, escravos e outros moradores possuíam certa independência. Na ausência dos senhores, pessoas específicas entre livres, escravos e forros, de origem indígena e afro-brasileira, desempenhavam atividades administrativas e, com isso, gozavam de certo poder hierárquico entre os demais.
O arrendamento era um importante sistema utilizado da época da Casa da Ponte, e envolvia pessoas de várias regiões e poder econômico, incluindo romeiros que passavam por Bom Jesus da Lapa. Com esta atividade, muitos portugueses e paulistas se estabeleceram com famílias em Santo Antônio do Urubu de Cima ao comprar e arrendar terras dos Guedes de Brito. A comunicação e interação entre parte da população de viajantes de Santo Antônio do Urubu de Cima, Bom Jardim e Santuário do Bom Jesus da Lapa era fundamental no desenvolvimento e povoamento da região, através de rotas terrestres.

### Período colonial e pré-imperial

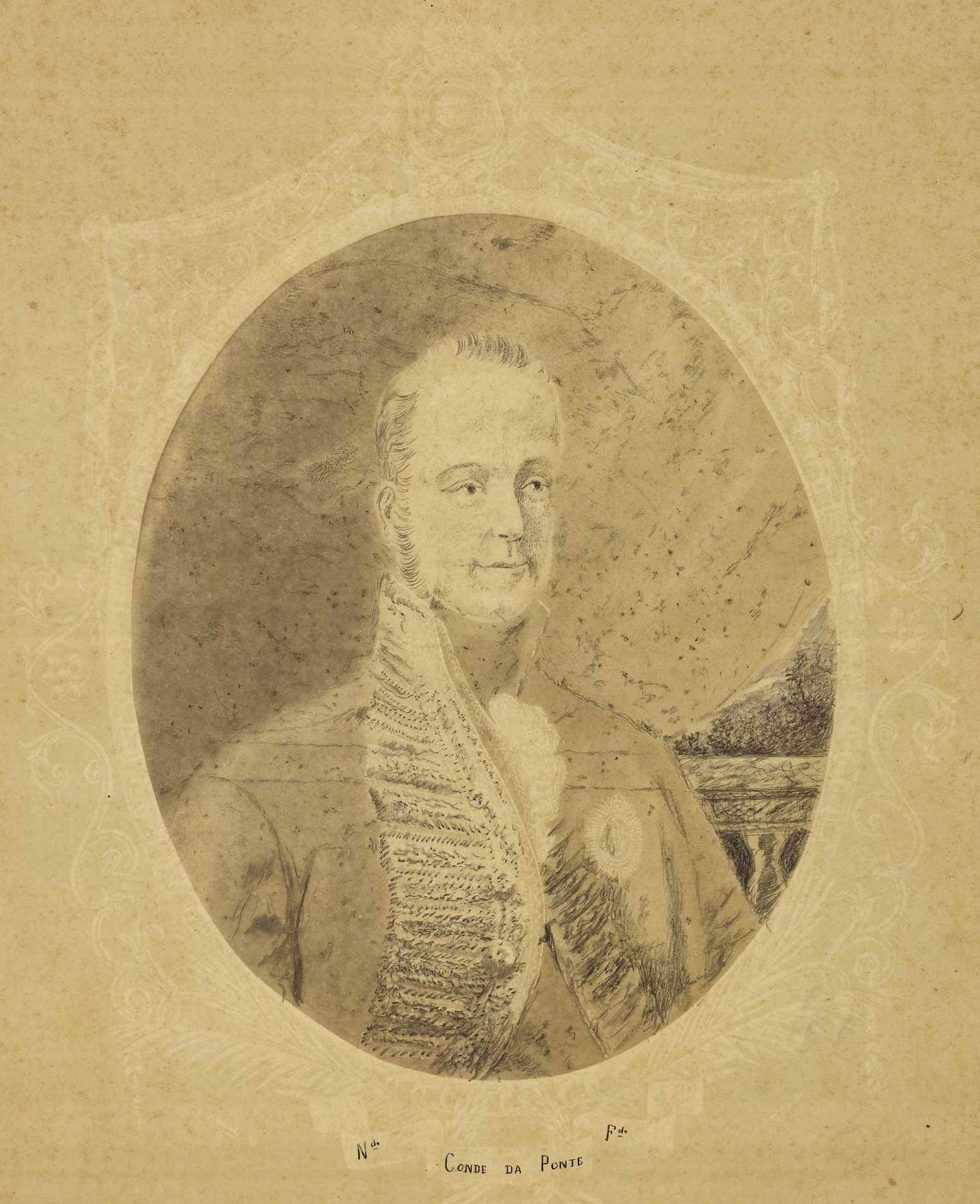
João foi herdeiro das fortunas dos Guedes de Brito, e governou a capitania da Bahia durante a chegada da família real no país.

Na década de 1710, o então Arcebispo da Bahia, D. Sebastião Monteiro da Vide, solicitou ao Rei de Portugal D. João V a criação de novas freguesias, delimitadas em um quadro no ano de 1712. É neste contexto que mais de vinte arraiais, inclusive Urubu, receberam maior destaque. Com o seu crescimento e por conta da Igreja Matriz de Santo Antônio, Sebastião determinou em 11 de abril de 1718 que o Arraial de Santo Antônio do Urubu de Cima se tornasse uma freguesia, com esse mesmo nome. Em 1714, contava com 362 fogos e 3 425 habitantes.
Em 23 de março de 1746, o Rei João V ordenou, após uma consulta ao Conselho Ultramarino da corte lusitana, que André de Melo e Castro, o Conde das Galveias, criasse a Vila de Santo Antônio do Urubu, desmembrada da de Jacobina. No entanto, a instalação da vila se deu somente em 27 de setembro de 1749, por meio do ouvidor Francisco Marcolino de Souza.
Após a morte de Joana, sua herança e sobrenome passou para o marido através do morgado Guedes de Brito. O último dono das fortunas da família foi João de Saldanha da Gama Melo Torres Guedes Brito, governador da capitania da Bahia entre 1805 e 1809 e responsável pela recepção da família real portuguesa no Brasil, refugiada das guerras napoleônicas, em 1808. Morreu durante o exercício do cargo e, em 1819, os territórios da sesmaria foram tombados e divididos em seis distritos administrativos que receberam o nome dos municípios que os gerenciavam. A ação foi tomada por Pedro Francisco de Castro, procurador e administrador geral da Casa da Ponte. Além de Urubu, Rio de Contas, Rio Pardo, Caetité, Xique-Xique e Jacobina foram contemplados. Segundo o periódico literário O Patriota, em 1813 Urubu correspondia a 18 léguas.
Na época que prenunciava a independência do Brasil, a província da Bahia vivia um processo de agitação política. Rio de Contas, como uma das principais vilas da região, buscava o apoio de Caetité e Urubu para constituir uma nova província, com territórios baianos e mineiros, da qual Rio de Contas se tornaria capital. A proposta de autonomia, feita em diferentes anos, causou certo mal-estar na relação entre Rio de Contas e Caetité e, mesmo tendo certo impacto na região, não chegou a ser aprovada pela Coroa.
No mesmo período, em meados de 1822 e 1823, os moradores de Urubu produziram um ofício solicitando um novo ouvidor para a vila por não confiarem em quem estava exercendo a função. Francisco Pires de Almeida Freitas era o responsável pelo cargo àquela altura e a desconfiança da população se dava pelo fato de Freitas ter solicitado ao ministro do Império a mudança da Justiça e Cartório de Urubu para o arraial de Macaúbas, tendo como justificativa uma epidemia de febres ribeirinhas supostamente ocorrida na vila. Outra versão da história consiste em correspondências direcionadas ao Conselho Interno que a mudança era necessária pelos "ataques de despotismo contra os cidadãos", o aliciamento de cativos feito por portugueses e, também, contra ao processo de independência, para garantir a "obediência" de Urubu, em oposição à tensão criada por Rio de Contas.
Em 10 de abril de 1823, a representação dos moradores da vila, por meio de sete documentos, se posicionou contra a decisão do ouvidor. Não adiantou: a portaria de 17 de dezembro de 1823 determinou a mudança da Justiça e Cartórios para o sítio de Macaúbas. A mudança foi revista apenas em 1834, depois de várias manifestações da população local contra a decisão e por Macaúbas ter-se emancipado em 1832 de Urubu, tornando-se vila independente.

### Período imperial
Naquele período, Urubu vivia várias mudanças e gozava de destaque na região são-franciscana, principalmente por centralizar parte do poder público local e ser uma referência comercial e cultural. Em termos de extensão territorial, era o maior município do estado da Bahia. No ano de 1827, a vila limitava-se, ao norte, com a Vila de Pilão Arcado; ao sul com o estado de Minas Gerais; a oeste, com Barra do Rio Grande e Campo Largo; a leste, com Vila de Santo Antônio da Jacobina, Rio de Contas e a Vila Nova do Príncipe e Santana de Caetité. É neste contexto que, em 1830 Urubu recebe sua primeira escola pública; em 2 de maio de 1835, foi criada a Comarca do Urubu, com objetivo de levar o poder do governo imperial à região.

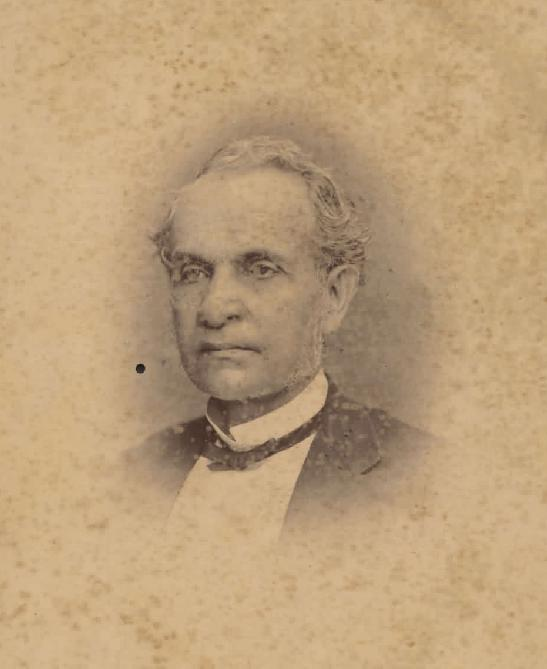
O Barão de Cotegipe, em 1850, propunha a criação do Estado do São Francisco, cuja capital seria Urubu.

A Comarca do Urubu compreendia os termos de Urubu, Brejinhos e Macaúbas e teve que lidar com problemas crescentes que abrangiam a região. A partir da década seguinte, casos de banditismo, como o cangaço, foram desafios para a comarca, bem como para unidades próximas, como a de Carinhanha e cidades mineiras como Januária. Os sujeitos responsáveis pelas ações eram variados, envolviam homens ricos e pobres, escravos, padres e até juízes. Eram motivados pelo desejo de subversão da ordem que, por consequência, geravam disputas por poder político. As vítimas, normalmente, eram livres pobres, comerciantes e autoridades públicas. No arraial do Bom Jesus, parte do território, ocorria disputas pelo controle da Irmandade de Bom Jesus da Lapa.
O clima de tensão política em Urubu e em toda a região oeste da Bahia gerou conflitos. Um dos casos mais notáveis ocorreu no dia 24 de janeiro de 1849. Antônio José Guimarães, um conhecido cangaceiro da região e parente de pessoas que ocupavam cargos públicos na vila, deixou todo o local em ruínas durante uma ação de três meses com um grupo armado de cem homens e se autodeclarou governador da região. Seus feitos se estenderam por várias vilas baianas, até que em 1854, em fuga, foi morto na Província de Goiás. Paralelamente aos casos de violência, na mesma época, existia forte rivalidade entre os partidos Conservador e Liberal que chegou, inclusive, a envolver conflitos armados entre o coronel José Rodrigues de Magalhães, líder dos liberais, e os "palhas", liderados pelo conservador e vigário José Domingues dos Santos e que, por consequência, danificou a Igreja do Rosário.
Ainda, na década de 1850, a província da Bahia sofreu uma epidemia de cólera. Em Urubu, em meados de 1854, ocorreu uma espécie de "epidemia de febre", relatada pelos médicos como uma febre biliosa de caráter benigno. Entre 1857 e 1861, a região, assim como toda a província, sofreu um período grave e preocupante de estiagem, o qual enfraqueceu mais ainda o tráfico de escravos e fortunas de grandes proprietários. A escravidão continuou até a Lei Áurea ser sancionada e, antes disso, muitas pessoas foram libertas do regime, enquanto outras foram vendidas para senhores de outros locais, como Minas Gerais.
Nas últimas décadas do século, Urubu ainda se destacava pelo comércio de gado e transportes fluviais. Em 19 de julho de 1850, o Barão de Cotegipe, João Maurício Wanderley, foi o primeiro indivíduo a propor a divisão da Província da Bahia, da qual surgiria o Estado de São Francisco. Caso a criação fosse efetivada, Urubu seria a capital, com o nome de União. A proposta não foi aceita, mas o projeto foi revisitado por séculos e ainda, nos dias de hoje, é discutido no Brasil.

### Período republicano aos dias atuais
O estabelecimento da república no Brasil confluiu para a elevação da vila de Santo Antônio do Urubu à categoria de cidade, com o nome Urubu, ocorrida em 25 de junho de 1897, por meio da Lei Estadual nº 177. Outras regiões, outrora parte do município, foram emancipadas ao longo do tempo. A primeira delas foi Bom Jesus da Lapa, em 1890. Ibotirama, anteriormente conhecida como Bom Jardim, separou-se em 1958. Sítio do Mato tornou-se parte de Bom Jesus da Lapa após a emancipação e se emancipou somente em 1989. O século XX envolve, então, a descentralização do poder político que Urubu ostentava nos anos anteriores.
Em 29 de maio de 1912, o município deixou de se chamar Urubu e tem seu nome mudado para Rio Branco, por meio da Lei estadual nº 884, originalmente um projeto de lei do então deputado e futuro governador da Bahia Antônio Muniz Sodré de Aragão. Em 31 de dezembro de 1943, por meio do Decreto-lei estadual nº 141, ratificado pelo decreto estadual nº 12.978, de 01-01-1944, o nome da cidade de Rio Branco foi alterado para Paratinga, perdurando até hoje.
A década de 1940 ficou marcada pelo início de políticas públicas para o desenvolvimento do Vale do Rio São Francisco, no qual Paratinga está inserida. A construção de Brasília, nos anos seguintes, também colaborou para a integração do município, entre outros, ao Centro-Oeste brasileiro. As rodovias também começaram a chegar ao oeste do estado na mesma época. Entre as décadas de 1950 a 1990, a zona urbana da cidade recebeu energia elétrica, secretarias da prefeitura e iluminação pública. A população rural, ainda em meados da década de 1960, só se transportava com animais terrestres. Em 1953, surgiu o distrito de Águas do Paulista, o único do município além do distrito-sede. O asfalto da rodovia BA-160, inaugurada em 1975, chegou apenas na década de 1990.
Em 1979, Paratinga foi uma das cidades atingidas pela enchente de 1979, provocada pela sobrecarga das barragens de Sobradinho e de Três Marias. Praticamente toda a população urbana ficou desabrigada e parte da população rural também sofreu com alagamentos, o que necessitou de ajuda estatal com a intenção de prover helicópteros para resgates. Em 1980, a pista de pouso de aviões de Paratinga foi desativada e se transformou em um novo bairro que, em parte de seu território, tornou-se a Avenida Rio Branco.
A maior parte da zona rural de Paratinga começou a receber maiores investimentos do poder público a partir da década de 1990. Durante este período, por meio de administrações de vários prefeitos, foram implantados poços em povoados, abertura de estradas, inaugurações de escolas, redes de telecomunicações e implantação de energia elétrica que, por sua vez, se tornou predominante apenas a partir da década de 2010.
A alta desigualdade social e pobreza historicamente constatada em Paratinga, em grande parte, permaneceu. Isso se deve, com destaque, à concentração de terra, à dependência do funcionalismo público e às poucas oportunidades e áreas de trabalho que, por consequência, provocam emigrações para os grandes centros urbanos. Outro problema apontado se deve às estiagens que ocorrem na região e causam, como consequência, a diminuição dos recursos naturais. Paratinga é um dos municípios mais populosos da Bahia em situação vulnerável à seca e desertificação.

## Geografia

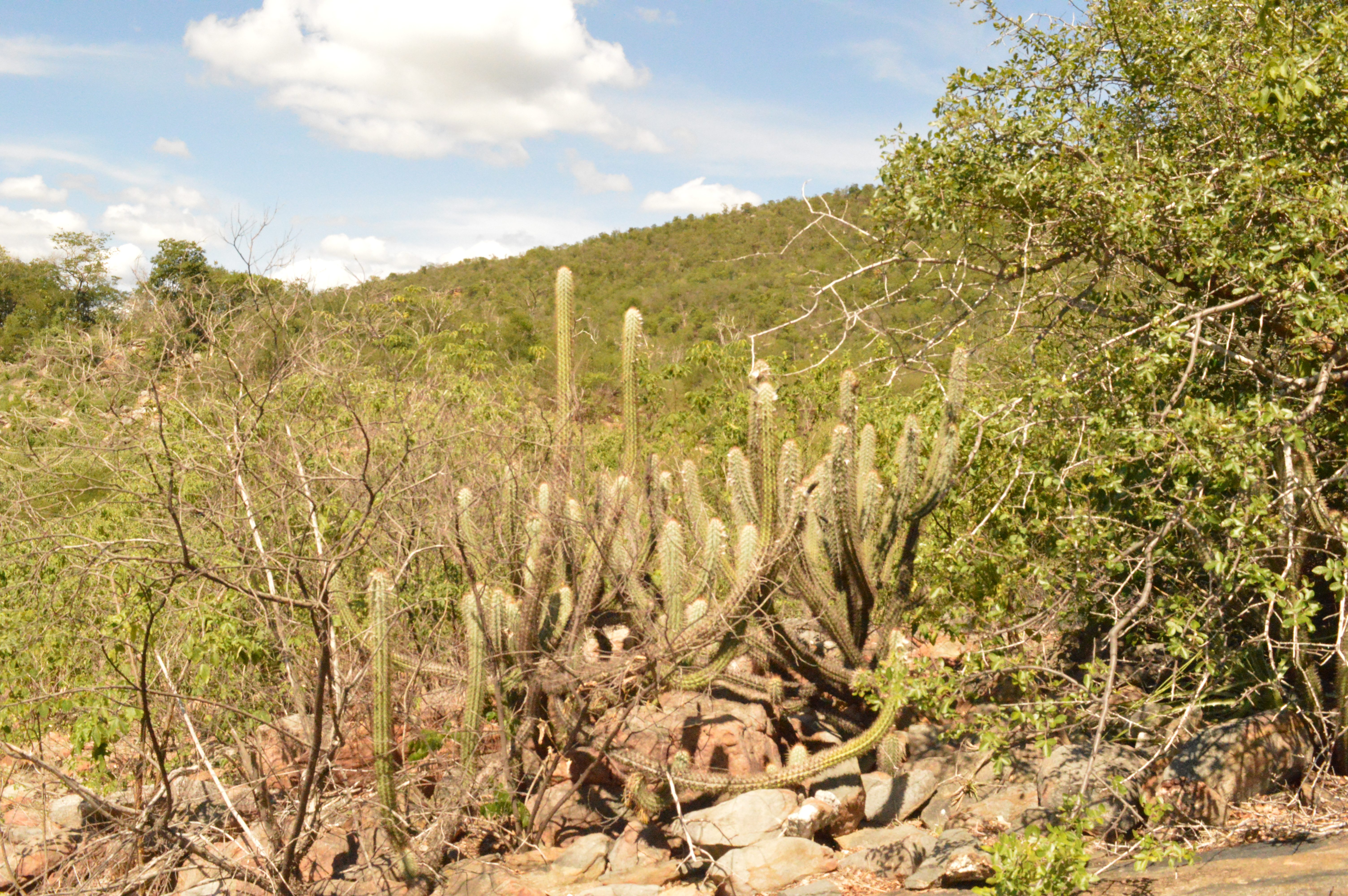
Vegetação em zona rural de Paratinga, destacando-se espécies de cactos.

O município de Paratinga está distante 710 km de Salvador, capital estadual, e 749 km de Brasília, capital federal. Ocupa uma área de 2 624,118 km², e se limita com os municípios de Muquém de São Francisco, Ibotirama e Oliveira dos Brejinhos a norte, Bom Jesus da Lapa e Sítio do Mato a sul, Boquira e Macaúbas a leste e novamente Sítio do Mato a oeste. De acordo com a divisão regional vigente desde 2017, instituída pelo IBGE, o município pertence às Regiões Geográficas Intermediária de Guanambi e Imediata de Bom Jesus da Lapa. Até então, com a vigência das divisões em microrregiões e mesorregiões, fazia parte da microrregião de Bom Jesus da Lapa, que por sua vez estava incluída na mesorregião do Vale São-Franciscano da Bahia.
O relevo do município, com altitude máxima de quatrocentos e vinte metros, é constituído por Serras Setentrionais do Planalto do Espinhaço, que abrange territórios que se estendem, especialmente, em grande parte da zona rural de Paratinga, além de Pediplano Sertanejo, característico da região de semiárido baiano e de Depressão Sertaneja-São Francisco. As rochas do município fazem parte do batólito monzo-sienítico Guanambi-Urandi, formadas durante o período proterozoico inferior e o arqueano e caracterizadas por ser uma espécie de cinturão móvel. Geomorfologicamente, predominam formas de depósitos aluvionares, coluvionares e depósitos fluviais.
O tipo de solo predominante é o latossolo vermelho amarelo distrófico, com porção secundária, concentrada em ilhas e margens dos rios, de solo aluvial eutrófico. Paratinga faz parte do polígono das secas e caracteriza por ser uma região de pouca chuva mas de alta fertilidade. Há também podzolítico vermelho amarelo equivalente eutrófico e regosol. A cobertura vegetal de Paratinga é formada pela caatinga xerófila, típica do sertão nordestino, com predominância de com a predominância de cactáceas. Entre as espécies mais encontradas estão os umbuzeiros, umburanas, licuri, icó, cassatinga, alecrim, azedinhas, barriguda, macambira e caroá.

### Hidrografia
Paratinga é banhada pelo Rio São Francisco, localizado à esquerda do município e situado na bacia hidrográfica homônima. Pelo município, também passa o Rio Santo Onofre, afluente do São Francisco e o Riacho do Paulista, do distrito de Águas do Paulista. De acordo com a Enciclopédia dos Municípios Brasileiros publicada em 1958, também destacava-se o Riacho Santa Rita que, assim como o Santo Onofre, era periódico e afluente do São Francisco. A cidade ainda contava com lagoas, como a do Largo, a Grande, a do Jacaré, a de Ipueira, a de Tapera e a do Marinheiro, todas resultantes do transbordamento do rio, quando dispunha de maiores níveis de água.
A cidade também dispõe de várias ilhas, também utilizadas para agricultura. A principal delas e localizada à margem oeste da zona urbana, a Ilha de Paratinga, é a maior ilha fluvial de todo o Rio São Francisco, contando com 12 000 metros de comprimento e 300 metros de largura. Além disso, Paratinga possui a Ilha Mangal (4 000 de comprimento e 300 de largura), a Ilha dos Cavalos (5 000 de comprimento e 1 000 de largura) e a Ilha Barroso (5 000 de comprimento e 1 250 de largura). No distrito de Águas do Paulista e no povoado Brejo das Moças, Paratinga dispõe de fontes termais.
O abastecimento de água é feito pelo Serviço Autônomo de Água e Esgoto (SAAE), da prefeitura da cidade, e capta recursos hídricos diretamente do São Francisco. Em regiões rurais, a Companhia de Engenharia Ambiental e Recursos Hídricos da Bahia (Cerb) atende parte da população desde 2012. No ano de 2015, a Companhia de Desenvolvimento dos Vales do São Francisco e do Parnaíba (CODEVASF) anunciou a construção de um sistema de abastecimento de água para outras comunidades rurais da cidade. A Capitania Fluvial do São Francisco abrange o território, administrado pela Agência Fluvial de Bom Jesus da Lapa.

### Clima
O clima paratinguense é caracterizado, segundo o IBGE, como subúmido seco semiárido (tipo BSh segundo Köppen), com temperatura média anual de 25,9 °C e pluviosidade média de 768 mm/ano, concentrados entre os meses de novembro e março, sendo dezembro o mês de maior precipitação (148 mm). O mês mais quente, outubro, tem temperatura média de 27,9 °C, sendo a média máxima de 34,8 °C e a mínima de 21,0 °C. E o mês mais frio, junho, de 24,3 °C, sendo 32,1 °C e 16,5 °C as médias máxima e mínima, respectivamente. Outono e primavera são estações de transição.
| Dados climatológicos para Paratinga | Dados climatológicos para Paratinga | Dados climatológicos para Paratinga | Dados climatológicos para Paratinga | Dados climatológicos para Paratinga | Dados climatológicos para Paratinga | Dados climatológicos para Paratinga | Dados climatológicos para Paratinga | Dados climatológicos para Paratinga | Dados climatológicos para Paratinga | Dados climatológicos para Paratinga | Dados climatológicos para Paratinga | Dados climatológicos para Paratinga | Dados climatológicos para Paratinga |
| Mês                                 | Jan                                 | Fev                                 | Mar                                 | Abr                                 | Mai                                 | Jun                                 | Jul                                 | Ago                                 | Set                                 | Out                                 | Nov                                 | Dez                                 | Ano                                 |
| ----------------------------------- | ----------------------------------- | ----------------------------------- | ----------------------------------- | ----------------------------------- | ----------------------------------- | ----------------------------------- | ----------------------------------- | ----------------------------------- | ----------------------------------- | ----------------------------------- | ----------------------------------- | ----------------------------------- | ----------------------------------- |
| Temperatura máxima média (°C)       | 32,2                                | 31,8                                | 31,8                                | 32,3                                | 32,3                                | 32,1                                | 32,2                                | 33,4                                | 34,6                                | 34,8                                | 32,8                                | 31,8                                | 34,8                                |
| Temperatura média (°C)              | 26,1                                | 25,7                                | 25,9                                | 25,2                                | 24,3                                | 24,3                                | 24,4                                | 25,7                                | 27,2                                | 27,9                                | 25,8                                | 25,8                                | 25,9                                |
| Temperatura mínima média (°C)       | 20                                  | 19,7                                | 20                                  | 19,4                                | 18,1                                | 16,5                                | 16,6                                | 18                                  | 19,8                                | 21                                  | 21                                  | 19,9                                | 16,5                                |
| Precipitação (mm)                   | 110                                 | 132                                 | 102                                 | 51                                  | 11                                  | 3                                   | 2                                   | 1                                   | 10                                  | 53                                  | 145                                 | 148                                 | 768                                 |
| Fonte: Climate Data.                |                                     |                                     |                                     |                                     |                                     |                                     |                                     |                                     |                                     |                                     |                                     |                                     |                                     |

### Ecologia e meio ambiente
Paratinga faz parte do polígono das secas desde a criação do decreto-lei que delimitou a região em 1936, ao passo que o desmatamento do bioma na região, entre 2009 e 2010, atingiu a taxa de 0,05% do território que compreende o município. Estiagens estão presentes no município por séculos, também conforme as variações climáticas existentes na região e a má distribuição das chuvas que, em certos casos, caem em grande quantidade num curto espaço de tempo. Nos anos de 1993 e 1995, por exemplo, a seca predominante no oeste da Bahia fez com que o então prefeito Eduardo do Vale Barbosa, juntamente com outros 40 prefeitos do oeste baiano, discutissem soluções para a seca na região. É nesta época que vários povoados da zona rural da cidade receberam poços artesianos, ações também feitas em administrações posteriores, seja com recursos próprios ou em parceria com a CODEVASF.
Apesar das estiagens frequentes ao longo da história do município, percebe-se um aumento na frequência das secas nos últimos anos. Em 2012, o estado da Bahia declarou situação de emergência de 158 municípios, incluindo Paratinga. Em 2014, a prefeitura decretou que o município estava passando por um "grande período anormal de estiagem". No mês seguinte, o governo estadual incluiu a cidade entre outras 109 em estado crítico e foi considerada a pior seca em cem anos. No ano seguinte, em 2015, a barragem de Sobradinho sofreu a pior estiagem em quarenta anos. Em contrapartida, nos meses de novembro de 2015 e janeiro de 2016, Paratinga recebeu chuvas com níveis acima do esperado. Casas, ruas e estradas ficaram alagadas enquanto parte da população se queixou dos problemas com o saneamento que, com as precipitações, se misturou e gerou riscos de doenças infecciosas.
Os impactos ambientais sofridos pelo Rio São Francisco são o principal problema ambiental da cidade. Por ser um município cujo saneamento é abastecido pelo curso d'água e as atividades na agricultura e criação de animais são a principal fonte de renda da população, as secas causam prejuízos constantes aos paratinguenses. Os moradores mais afetados estão nas comunidades ribeirinhas que, em muitas das vezes, não possuem outra forma de sustento a não ser pela pesca artesanal. A consequência é um rio cada vez mais assoreado, com processos de erosão os quais impedem a navegabilidade em seus leitos. Por conta disso, em 2014, o governo estadual prestou apoio financeiro à população e promoveu a construção de cisternas e barragens.

## Demografia
A população de Paratinga no censo demográfico de 2010 era de 29 504 habitantes, sendo o nonagésimo segundo município mais populoso da Bahia, apresentando uma densidade populacional de 11,28 hab./km². Desse total, 10 905 habitantes viviam na zona urbana (37%) e 18 599 na zona rural (63%). Ao mesmo tempo, 14 930 eram do sexo masculino (50,60%) e 14 574 do sexo feminino (49,40%), tendo uma razão de sexo de 102,4. Quanto à faixa etária, 3 217 habitantes tinham menos de 15 anos (18,5%), 17 580 entre 15 e 59 anos (59,6%) e 3 320 possuíam 65 anos ou mais (21,9%).
O Índice de Desenvolvimento Humano (IDH-M) do município é considerado baixo, de acordo com dados do Programa das Nações Unidas para o Desenvolvimento. Segundo dados do relatório de 2010, divulgado em 2013, seu valor era de 0,59, sendo o centésimo nonagésimo nono da Bahia (PNUD) e o 4 395 º do Brasil. Embora o valor seja baixo, é um aumento de 135,06% em comparação a 1991. Considerando-se apenas o índice de longevidade, seu valor é de 0,774, o valor do índice de renda é de 0,519 e o de educação é de 0,510. No período de 2000 a 2010, o índice de Gini reduziu de 0,66 para 0,55 e a proporção de pessoas com renda domiciliar per capita de até R$ 140 passou de 78,43% para 51,60%, apresentando uma queda de 26,83%. Em 2010, 18,1% da população vivia acima da linha de pobreza, 51,60% entre as linhas de indigência e de pobreza e 30,09% abaixo da linha de indigência. Em 2010, 53,3% da população era economicamente ativa e ocupada.

### Etnias e imigração

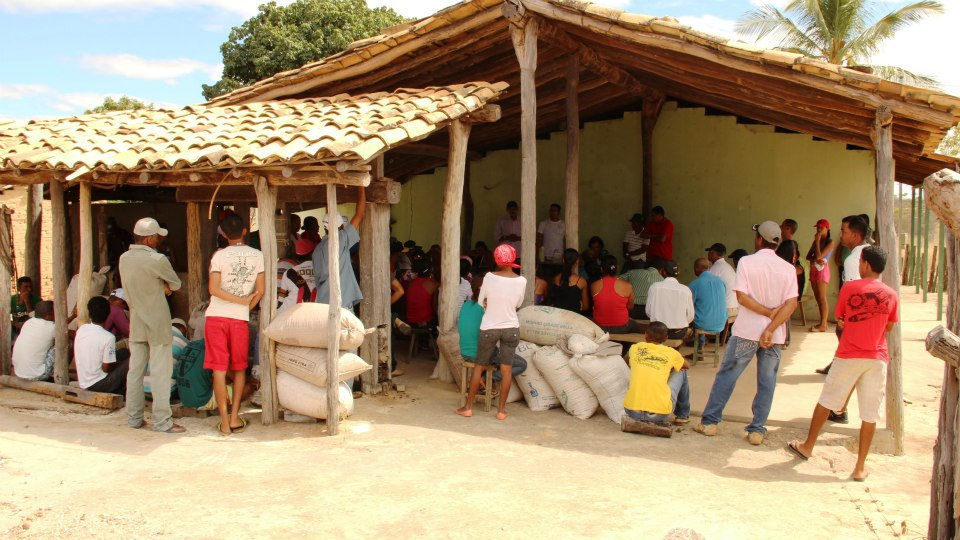
A população de Paratinga é marcada pela miscigenação e predominância de pessoas pardas. Na foto, indivíduos reunidos em casa, na zona rural do município, no ano de 2014.

Paratinga foi formada predominantemente, no século XVII, por portugueses, africanos e indígenas. Grande parte dos nativos, originais do oeste baiano, foram mortos, mas a parcela restante foi escravizada juntamente com descendentes de africanos. Com relação aos africanos, a maioria deles eram oriundos de países da região oeste da África, como Angola (especialmente da etnia ganguela), Cabo Verde e Guiné, bem como, também, Moçambique. Com o incentivo do poder colonial na reprodução, com os anos a quantidade de mestiços e afrodescendentes sem identificações nos registros do município, aumentou. Outra parte considerável de negros eram vendidos de Minas Gerais. Segundo o Censo demográfico do Brasil de 1872, Paratinga tinha 944 indivíduos ainda submetidos ao regime escravista.
Segundo o Censo de 2010, a população era formada por 18 559 pardos (68,95%), 4 326 brancos (16,07%),  3 518 pretos (13,07%), 479 amarelos (1,77%) e 33 indígenas (0,12%). Paratinga também conta com três quilombos reconhecidos: O bairro Tomba, na zona urbana do município, além dos povoados Barro e Lagoa do Jacaré, formados predominantemente por pessoas negras. Em 2015 existia uma comunidade cigana no município, formada por trinta famílias, reconhecidas pelo Ministério Público Federal (MPF).
Levando-se em conta a nacionalidade da população residente durante o censo realizado em 2010, todos os habitantes eram brasileiros natos. Em relação à região de nascimento, 28 493 eram nascidos na Região Nordeste (96,57%), 695 no Sudeste (2,35%), 131 no Centro-Oeste (0,44%), 32 no Norte (0,10%) e 31 no Sul (0,10%), além de 123 sem especificação (0,41%). 28 331 habitantes eram naturais da Bahia (96,02%). Entre os naturais de outras unidades da federação, havia 569 paulistas (1,93%), 103 mineiros (0,35%), 84 pernambucanos (0,28%), 73 brasilienses (0,17%), 41 goianos (0,14%), 32 alagoanos (0,11%), 28 piauienses (0,10%), 23 fluminenses (0,08%), 21 paranaenses (0,07%), 21 rondonianos (0,07%), 17 sul-mato-grossenses (0,06%), 11 potiguares (0,04%), 11 paraenses (0,04%) e nove gaúchos (0,03%). Para 2020, a estimativa populacional é de 32 141 habitantes.

### Religião
Conforme divisão oficial da Igreja Católica, Paratinga está inserida na Diocese de Bom Jesus da Lapa. A formação de instituições religiosas na cidade, no entanto, antecede a existência de templos religiosos em toda a região. Em 1680 foi construída a Capela de Nossa Senhora do Rosário dos Pretos, existente até os dias de hoje, mas parcialmente destruída por conflitos e guerras de origem política ainda durante o século XIX.
A principal igreja da cidade, a paróquia de Santo Antônio de Paratinga, cujo padroeiro é Santo António de Pádua, foi criada em 1718. Em 2015, ocorreu um incêndio em sua estrutura, o que causou, em consequência, sua reforma e recuperação. No censo de 2010 o catolicismo romano era a religião da maioria da população, com 26 756 adeptos, ou 90,69% dos habitantes.
Paratinga também possui alguns credos protestantes ou reformados. Em 2010, 1 970 habitantes se declararam evangélicos (6,68%), sendo que 945 pertenciam às evangélicas de origem pentecostal (3,20%), 220 às evangélicas de missão (0,75%) e 805 a igrejas evangélicas não determinadas (2,73%). Das igrejas evangélicas pentecostais, 301 pertenciam à Assembleia de Deus (1,02%), 110 à Congregação Cristã do Brasil (0,37%), 168 à Igreja Universal do Reino de Deus (0,57%), 20 à O Brasil Para Cristo (0,07%), 6 à Igreja do Evangelho Quadrangular (0,02%) e 339 a outras igrejas pentecostais. Em relação às evangélicas de missão, 138 eram batistas (0,47%), 44 luteranos (0,15%) e 38 adventistas (0,13%).
Além do catolicismo romano e do protestantismo, também existiam 119 espíritas (0,40%), 103 umbandistas (0,35%) e 21 testemunhas de Jeová (0,07%). Outros 258 não tinham religião (0,88%), entre os quais 20 ateus (0,07%); 103 pertenciam a outras religiosidades afrobrasileiras (0,35%).

## Política
Ao longo de sua história, Paratinga desenvolveu certa relevância regional na política. Um dos maiores redutos do interior no período imperial, a região foi palco de disputas consideráveis entre os partidos Conservador e Liberal e perseguições e lutas armadas entre os dois grupos políticos. Os Teixeira Palha, que representavam os conservadores, imigraram para Goiás, enquanto o coronel Rodrigo José de Magalhães, que era parte dos liberais, manteve poder político na cidade até os tempos republicanos. O ex-intendente Juvêncio Cândido Xavier, genro de Rodrigo José Magalhães, chegou a ser deputado, assim como Pedro Carneiro da Silva. O município também é a terra natal de Cleuber Brandão Carneiro, ex-prefeito de Januária e ex-deputado federal de Minas Gerais.
O poder executivo do município de Paratinga é representado pelo prefeito, auxiliado pelo seu gabinete de secretários, em conformidade ao modelo proposto pela Constituição Federal. Ele é eleito pelo voto direto para um mandato de quatro anos, podendo ser reeleito para um segundo mandato consecutivo. O primeiro chefe do executivo municipal foi o intendente Rodrigo José Magalhães, e o atual é Vitor Ferreira de Santana (PT), eleito nas eleições municipais de 2024 com 69,14% dos votos válidos, tendo como vice-prefeito José Alves Gonçalves (PSD).
O poder legislativo é constituído pela câmara municipal, formada por treze vereadores eleitos para mandatos de quatro anos. Na atual legislatura, iniciada em 2024, é composta por cinco cadeiras do Partido dos Trabalhadores (PT), quatro do Partido Social Democrático (PSD), uma do Progressistas (PP) e uma do Avante. O atual presidente é o vereador Rilton Souza Novaes. Cabe à casa elaborar e votar leis fundamentais à administração e ao executivo, especialmente o orçamento municipal (conhecido como Lei de Diretrizes Orçamentárias).
Em complementação ao processo legislativo e ao trabalho das secretarias, existem também alguns conselhos municipais em atividade: Saúde, Alimentação Escolar e Direitos da Criança e do Adolescente. Paratinga se rege pela sua lei orgânica, promulgada em 5 de abril de 1990, e abrigava uma das mais primeiras comarcas do poder judiciário estadual, herança da antiga Comarca do Urubu, desativada em julho de 2017. Além dos prédios da prefeitura e Câmara Municipal, Paratinga conta com um Paço Municipal, que é um de seus prédios históricos. De acordo com o Tribunal Superior Eleitoral, Paratinga possuía, em novembro de 2020, 23 896 eleitores, o que representa 0,219% do eleitorado da Bahia.

## Subdivisões
Quando emancipada em 1749, Paratinga era formada por vários arraiais. O primeiro a se desmembrar e tornar-se, mais tarde, um município, foi Macaúbas. Outras cidades, como Oliveira dos Brejinhos, também faziam parte do território. Depois que Paratinga foi elevada a município, Bom Jesus da Lapa e Ibotirama também se desmembraram. Em 1 de junho de 1953 foi criado o distrito de Águas do Paulista e, na divisão territorial de 1 de junho de 1960 que ainda vigora, Paratinga conta com dois distritos, sendo o distrito-sede e Paulista. A zona urbana do município é dividida, além do Centro, em outros bairros os quais são: Tomba, Coqueiro, São João, Cruzeiro, Alto da Estrela, Paratinguinha, Pedro de Agemira e Alcides de Oliveira Dourado. A zona rural é dividida em vários sítios, povoados e comunidades.  Em 2014, o bairro Tomba e a comunidade rural Poção de Santo Antônio foram certificadas, pela Fundação Cultural Palmares, como quilombos, sendo o bairro uma espécie de quilombo urbano.

## Economia

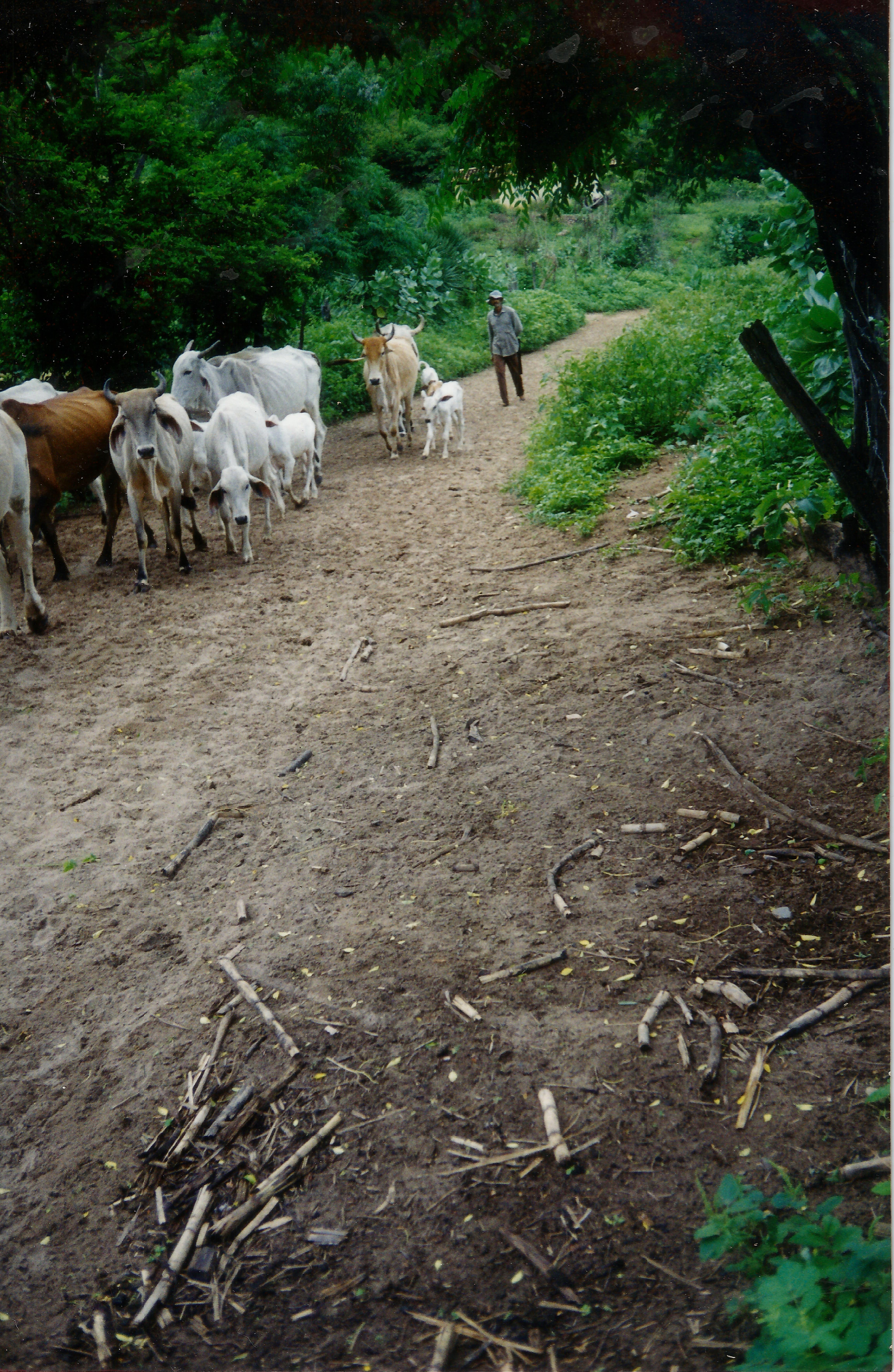
Homem conduz boiada em comunidade da zona rural de Paratinga, em 2003.

Nos primeiros séculos de Paratinga, a economia da cidade foi fortemente marcada por atividades do setor primário. A pecuária e agricultura fizeram parte da rotina da maior parte da população paratinguense, enquanto o comércio local foi expandido conforme a povoação no interior brasileiro. Com a presença do Rio São Francisco, o transporte fluvial permaneceu como atividade durante anos para os comerciantes, que carregavam cargas para localidades próximas, como Bom Jesus da Lapa e até regiões mais distantes, como Jacobina e Xique-Xique. A partir do período republicano e a povoação no Vale do Santo Onofre, povoados e famílias rurais fizeram com que a cidade se destacasse na produção de cachaça. Em 1995, o município apresentou uma produção considerável de cana-de-açúcar, ao utilizar mil hectares de área colhida para o alimento e estando entre os principais em termos de produção no estado. Hoje, o município também se movimenta pelo turismo, principalmente por meio de seu distrito, Águas do Paulista, além do Brejo das Moças.
Em 2018, o Produto Interno Bruto do município de Paratinga era de R$ 159 600 mil reais, dos quais R$ 48 627 mil do setor terciário; R$ 78 291 mil da administração, saúde e educação e seguridade social; R$ 5 798 mil de impostos sobre produtos líquidos de subsídios a preços correntes; R$ 5 394 mil da indústria e R$ 21 489 mil do setor primário. O PIB per capita é de R$ 4 947,60. Em 2016 o PIB era de R$ 200 638.
Segundo o IBGE, em 2013 o município possuía um rebanho de 11 713 galináceos (frangos, galinhas, galos e pintinhos), 38 005 bovinos, 1 095 ovinos, 3 985 caprinos, 6 347 suínos e 721 equinos. Na lavoura temporária de 2014 foram produzidos cana-de-açúcar (38 000 t), mandioca (10 122 t), milho (3 240 t), feijão (2 260 t), sorgo (1 800) e mamona (5 t), e na lavoura permanente coco-da-baía (doze mil frutos), manga (1 290 t), laranja (225 t), banana (120 t), e goiaba (40 t). Ainda no mesmo ano o município também produziu 3 651 mil de leite de litros de 10 142 vacas ordenhadas; trinta e oito mil dúzias de ovos de galinha e 2 000 quilos de mel de abelha.
Em 2010, considerando-se a população municipal com idade igual ou superior a dezoito anos, 53,3% eram economicamente ativas ocupadas, 38% inativas e 8,7% ativas desocupadas. Ainda no mesmo ano, levando-se em conta a população ativa ocupada na mesma faixa etária, 23,03% trabalhavam no setor de serviços, 5,92% no comércio, 57,87% na agropecuária, 6,55% na construção civil, 3,08% em indústrias de transformação e 0,85% na utilidade pública. Conforme a Estatística do Cadastral de Empresas de 2014, Paratinga possuía, no ano de 2014, 270 unidades locais, 265 delas atuantes. Salários juntamente com outras remunerações somavam 25 187 mil reais e o salário médio mensal de todo o município era de 1,6 salários mínimos.

## Infraestrutura
O setor de estrutura urbana de Paratinga é de responsabilidade da Secretaria de Infraestrutura e Serviços Urbanos que, dentro de sua delegação, tem a função de zelar pela limpeza e desenvolvimento da urbanização na cidade.

### Saúde

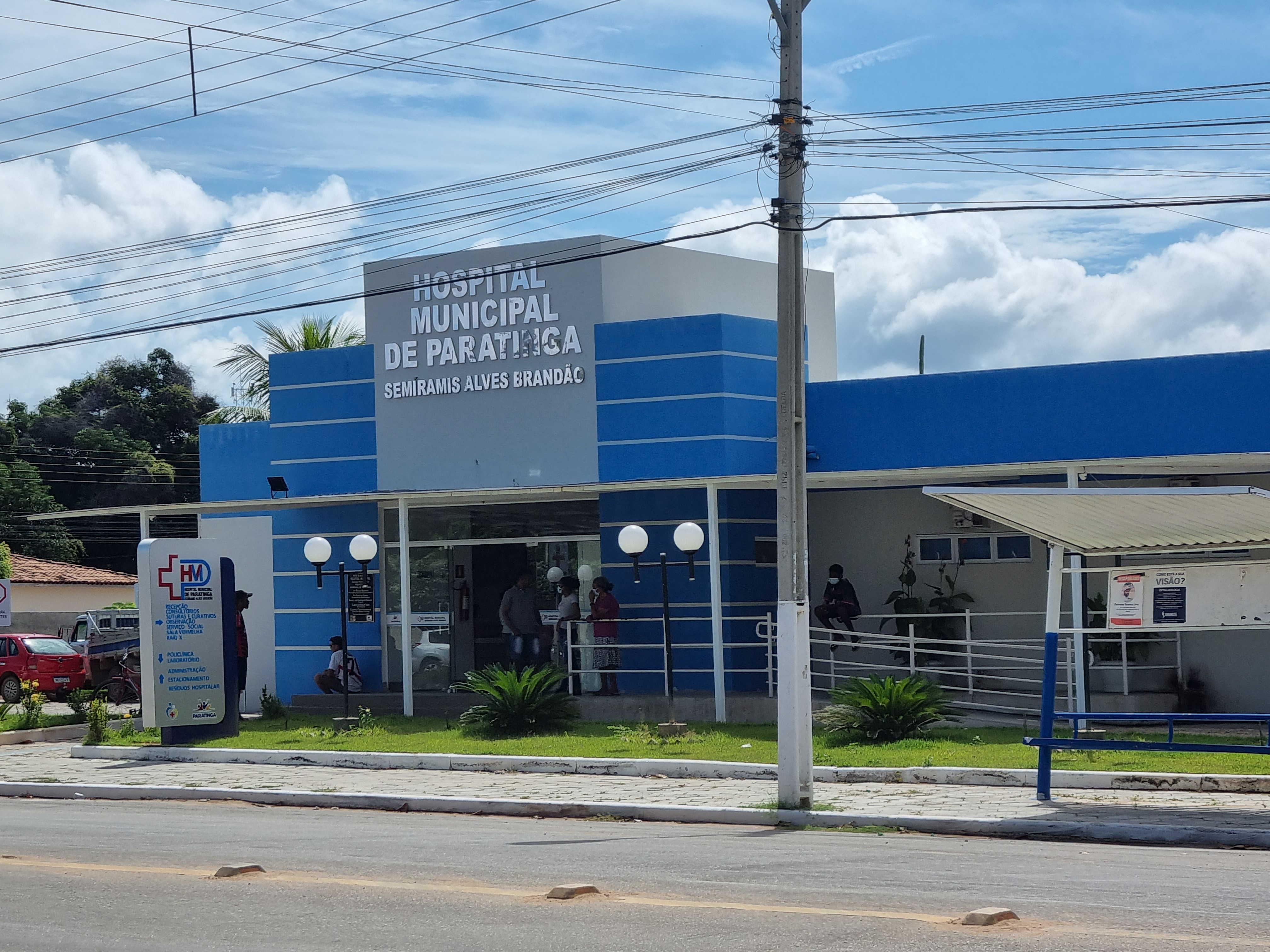
O Hospital Municipal de Paratinga, fundado na década de 1950, é a principal unidade de saúde da cidade.

A rede de saúde de Paratinga possuía, em 2009, sete estabelecimentos, sendo todos eles prestavam atendimento ao Sistema Único de Saúde (SUS), com um total de 44 leitos para internação (todos públicos). Em abril de 2010, a rede profissional de saúde do município era constituída por 32 médicos, 21 auxiliares de enfermagem, cinco técnicos de enfermagem, 12 enfermeiros, três farmacêuticos, cinco cirurgiões-dentistas, três fisioterapeutas, um assistente social, dois nutricionistas e dois psicólogos, totalizando 86 profissionais.
No mesmo ano, a expectativa de vida ao nascer era de 71,5 anos, a taxa de mortalidade infantil de 18,2 por mil nascimentos e a taxa de fecundidade de 2,6 filhos por mulher. Segundo dados do Ministério da Saúde, cinco casos de AIDS foram registrados em Paratinga entre 1990 e 2013 e, de 2001 a 2011, foram notificados 268 casos de dengue e quarenta e cinco de leishmaniose. A dengue foi registrada pela primeira vez no município em 1998. Em 2014, 98,6% das crianças menores de um ano de idade estavam com a carteira de vacinação em dia e, dentre as crianças menores de dois anos foram pesadas pelo Programa Saúde da Família (PSF), 1,5% estavam desnutridas.
Paratinga faz parte da Macrorregional de Saúde Oeste da Bahia e da Regional de Saúde de Ibotirama, a qual abrange, também, os municípios de Barra e Buritirama. Como meta para o município, a Secretaria de Saúde da Bahia propõe a integração da sociedade com os conselhos de saúde e que haja, como consequência, mais participação ativa da população no orçamento, conferências e ações promovidas pelo conselho. Por conta da doença de chagas, o Governo Federal, juntamente com a Fundação Nacional de Saúde (Funasa), promoveu ações de melhorias habitacionais para a diminuição de casos. A cidade também possui instituição responsável própria, a Secretaria Municipal de Saúde de Paratinga.

### Educação
Em 1828, Paratinga dispunha de aulas de Letras e Gramática Latina, de forma pública e particular. Mas a primeira instituição escolar que Paratinga recebeu foi uma escola pública, fundada no ano de 1830. Paratinga tem um sistema de ensino primário e secundário, e uma variedade de profissionais da educação. Além de escolas de ensino fundamental e médio, o município abrigou o Centro de Tecnologia Educacional Deputado Luís Eduardo Magalhães. Fundado em 2001 e mantido até à década de 2010, o instituto foi o primeiro órgão público da cidade a oferecer aulas de informática e, anos depois, se transformou em um polo de educação superior à distância da Universidade Norte do Paraná (Unopar).
Desde a segunda metade do século XX, a cidade viveu um crescimento na área de educação. Em 1956, o município dispunha de 37 instituições de ensino, todas públicas. Na época, somente 20% da população acima de 5 anos sabia ler e escrever. Em 2015, Paratinga possuía uma rede de 54 escolas de ensino fundamental (com 363 docentes), 44 do pré-escolar (90 docentes) e oito de ensino médio (118 docentes). O fator "educação" do IDH no município atingiu em 2010 a marca de 0,510, ao passo que a taxa de alfabetização da população acima dos dez anos indicada pelo último censo demográfico do mesmo ano foi de 77,6% (76,2% para os homens e 79,1% para as mulheres). As taxas de conclusão dos ensinos fundamental (15 a 17 anos) e médio (18 a 24 anos) era de 43,6% e 34,3%, respectivamente, e o percentual de alfabetização da população entre 15 e 24 anos de 95,0%.
Durante o final da década de 1990, a prefeitura do município, juntamente com investimentos do Fundo de Manutenção e Desenvolvimento do Ensino Fundamental e de Valorização do Magistério (Fundef), iniciou ações de nucleação e transporte escolar, focadas em estudantes de povoados rurais, para aumentar a quantidade de matrículas e permanência de alunos nas escolas da cidade e promover assistência aos estudantes. Por isso, em 1998 e 1999, por ser considerada referência nacional em nucleação escolar, Paratinga foi alvo de uma matéria patrocinada pelo Ministério da Educação (MEC). Segundo dados da Secretaria do Tesouro Nacional organizados pelo Centro de Estudos da Metrópole (CEM), em 2015 a prefeitura da cidade destinou 50,1% de seus gastos na área de educação, gasto maior que 95,81% dos municípios brasileiros. O valor, per capita, equivale a R$ 871,03.
Ainda em 2010, Paratinga possuía uma expectativa de anos de estudos de 8,87 anos, valor superior à média estadual (8,63 anos). O percentual de crianças de cinco a seis anos na escola era de 96,19% e de onze a treze anos cursando o fundamental de 76,86%. Entre os jovens, a proporção na faixa de quinze a dezessete anos com fundamental completo era de 49,40% e de 18 a 20 anos com ensino médio completo de 29,52%. Considerando-se apenas a população com idade maior ou igual a 25 anos, 25,15% tinham ensino fundamental completo, 17,02% o médio completo e 1,48% possuíam superior completo. 32,67% eram analfabetos. Em 2014, a distorção idade-série entre alunos do ensino fundamental, ou seja, com idade superior à recomendada, era de 28,1% para os anos iniciais e 47% nos anos finais, sendo essa defasagem no ensino médio de 52,3%.

### Segurança, violência e criminalidade

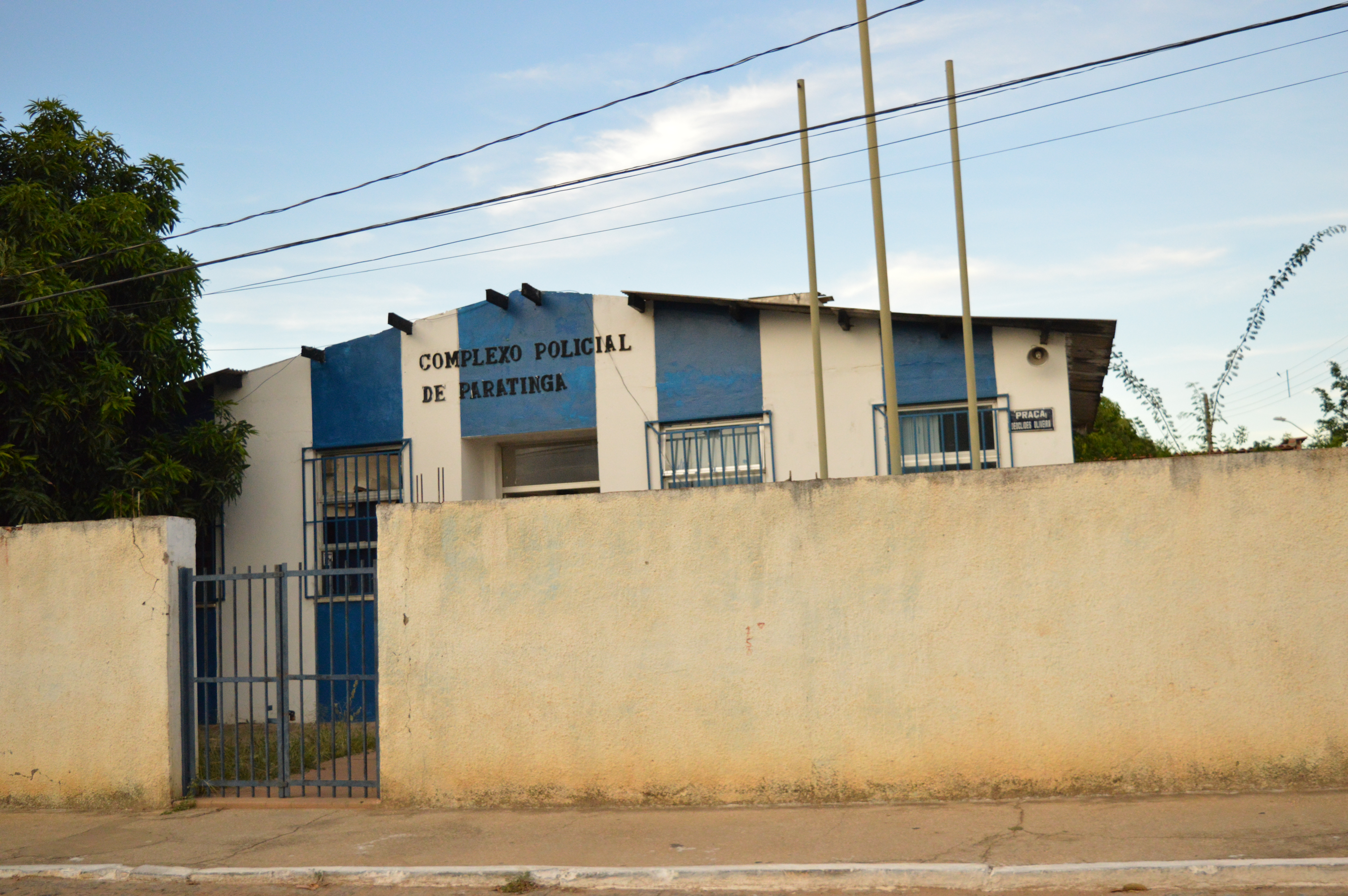
Complexo Policial de Paratinga, em 2017.

Segundo o Mapa da Violência de 2014, com dados relativos a 2012, divulgados pelo Instituto Sangari, dos municípios com mais de vinte mil habitantes, a taxa de homicídios no município foi de 3,3 para cada 100 mil habitantes, ficando na 2580ª posição a nível nacional. O índice de suicídios naquele ano para cada 100 mil habitantes era de 0,0, com apenas duas mortes confirmadas entre 2008 a 2012. Já em relação à taxa de óbitos por acidentes de trânsito, o índice foi de 10,0 para cada grupo de 100 mil habitantes, o 1374° a nível nacional. A 24ª Coordenadoria de Polícia Civil de Bom Jesus da Lapa é responsável pela região e atua juntamente com a Guarda Municipal de Paratinga, que possui prédio próprio.
O poder público municipal e estadual tem instituído iniciativas para combate e prevenção da violência na cidade, como palestras e debates acerca de agressões no ambiente escolar, promovidas pela Secretaria Municipal de Educação juntamente com a Polícia Militar, em 2014, por meio do projeto Conversando com a Escola. Paratinga está num estado cujo índice de violência contra a mulher chegou a 9,8 mil casos apenas no primeiro trimestre de 2016. No município, o número de casos de mortes de mulheres é baixo. Em 2014, não houve registros de mortes cujo diagnóstico fosse por lesões externas. O número total, no período, foram de sete óbitos.

### Habitação, serviços e comunicação
Paratinga possuía, em 2010, 7 211 domicílios, sendo 2 832 na zona urbana (39,27%) e 4 379 na zona rural (60,73%). Desse total, 6 537 eram próprios (90,65%), dos quais 6 517 já quitados (90,38%) e 20 em processo de aquisição (0,28%); 300 alugados (4,16%) e 349 cedidos (4,84%), sendo 24 por empregador (0,33%) e 325 de outra maneira (4,51%). Outros 25 eram ocupados sob outras condições (0,35%).
O serviço de abastecimento de água é feito pela Serviço Autônomo de Água e Esgoto (SAAE), da prefeitura do município e pela Companhia de Engenharia Ambiental e Recursos Hídricos da Bahia (Cerb), por meio do programa Água para Todos. Em 2010, 4 588 domicílios eram abastecidos pela rede geral (63,63%); 1 655 através de poços ou nascentes (22,95%); 137 por meio de rio(s), açude(s), lago(s) e/ou igarapé(s) (1,90%); 354 a partir da água da chuva (4,91%), 219 de carro-pipa (3,04%) e 258 de outras maneiras (3,58%). A empresa responsável pelo fornecimento de energia elétrica é a Companhia de Eletricidade do Estado da Bahia (COELBA). A voltagem nominal da rede é de 220 volts. Do total de domicílios, 6 734 tinham eletricidade (93,39%), dos quais 6 674 da companhia distribuidora (92,55%) e 60 de outra(s) fonte(s) (0,83%). O lixo era coletado em 7 355 domicílios (91,57%), 6 197 por meio de serviço de limpeza (77,15%) e 1 158 por meio de caçambas (14,42%). Todo o lixo produzido em Paratinga é despejado em um lixão.
O código de área (DDD) de Paratinga é 077 e o Código de Endereçamento Postal (CEP) é 47500-000. Em 2016, Paratinga possuía uma estação de rádio em modulação em frequência (FM), a Rádio Tomba, caracterizada por sua radiodifusão comunitária. No dia 19 de janeiro de 2009, o município passou a ser servido pela portabilidade, juntamente com outras localidades de DDDs 31, em Minas Gerais; 42, no Paraná; 79, em Sergipe, além de outros municípios com código 75 e 77, na Bahia. Conforme dados do censo de 2010, 3 563 domicílios tinham somente telefone celular (49,40%), 394 possuíam celular e fixo (5,46%) e 168 apenas telefone fixo (2,32%).
Ao longo de sua história, Paratinga contou com vários jornais ou veículos periódicos de jornalismo. Um dos de maior destaque, o O Ibopatinga, foi fundado em 1958 por estudantes de Paratinga e da cidade vizinha, Ibotirama. Sua inclinação era noticiosa, cultural e parte de um movimento nacionalista de esquerda local, chamado Frente Nacionalista Paratinguense. Além de ser alvo de matérias de jornais produzidos em cidades vizinhas, o município foi coberto por reportagens e artigos opinativos publicados em vários veículos de circulação nacional e regional, como a Folha de S.Paulo, Jornal da Bahia, O Pasquim e Nova Fronteira. Durante a década de 1980, o Partido Comunista do Brasil (PCdoB) pôs em circulação o Jornal Construção, que esteve ativo durante o período de transição do Regime Militar para a Nova República e realizava críticas ao governo local. Durante a década de 1990, foi publicado o Linha Direta que tinha, como proposta, trazer cultura, política, esporte e lazer e periodicidade mensal.

### Transporte
Até a metade do século XX, Paratinga contava com vários meios de transporte. Em seus primeiros séculos, o transporte fluvial desempenhava importante função para condução de cargas e pessoas e ainda é utilizado. De acordo com a Enciclopédia dos Municípios, publicada no final da década de 1950, Paratinga também se ligava a outras cidades via rodovias e estradas vicinais. Via terminal rodoviário, o município se ligava à cidade do Rio de Janeiro, à Salvador e outras grandes cidades. Até a década de 1980, Paratinga possuía uma pista de pouso para aviões, que foi fechada. Desde então, o município não possui áreas do gênero. O município começou a receber semáforos, parte de suas placas de trânsito e sinalização urbana no ano de 2018.
A frota municipal no ano de 2015 era de 1 564 motocicletas, 824 automóveis, 379 caminhonetes, 118 motonetas, 72 caminhões, 40 micro-ônibus, 37 camionetas, 48 ônibus, três caminhões-trator, três utilitários, além de 29 em outras categorias, totalizando 3 117 veículos. Há, também, um limitado transporte público, dedicado à levar crianças que moram na zona rural para escolas no centro urbano de Paratinga.
No transporte rodoviário, a cidade possui um terminal rodoviário. O município está no estado brasileiro com a segunda maior malha rodoviária do país. A BA-160, rodovia que corta Paratinga, foi pavimentada durante o governo de Nilo Moraes Coelho, na década de 1990, com a intenção de facilitar o escoamento da produção do Projeto Formoso. A via, de responsabilidade do governo do estado da Bahia, liga Paratinga a várias cidades do oeste baiano. São elas: Barra, Xique-Xique, Ibotirama, Bom Jesus da Lapa, Iuiú e Malhada, em direção a Minas Gerais. O trecho Ibotirama-Paratinga-Lapa corta territórios indígenas. Em 2008, foi eleita a quinta pior rodovia da Bahia pelo Guia Quatro Rodas, com a descrição de que "Antes de pegar essa estrada, passe na Gruta do Santuário em Bom Jesus e reze bastante pra São Cristóvão protegê-lo". Em 2010, foi considerada a pior rodovia do Brasil, em avaliação realizada e publicada pela Confederação Nacional do Transporte (CNT). Dois anos depois, em 2012, o Guia Quatro Rodas da Editora Abril colocou o trecho de Lapa-Paratinga-Ibotirama, da BA-160, na sexta posição entre as piores rodovias do Brasil, por meio de pesquisa. O status recebido pela rodovia pela pesquisa CNT de 2018 é "ruim".
Paratinga ainda contém estradas vicinais que ligam a zona urbana do município a fazendas, comunidades e povoados rurais, além de ligar a cidade a outros municípios por vias mais curtas. É o caso das regiões dos povoados que compõem o distrito de Águas do Paulista, a estrada das Caatingas, Riacho dos Porcos – Zezé, Junco – Volta da Serra, Pau do Bobo – Muquém, Bom Sucesso e também a estrada do Boqueirão, que corta os povoados de Agreste e Boqueirão de Regino e é usada, por motoristas, como acesso mais curto ao município de Macaúbas. A responsabilidade destas vias é da Prefeitura Municipal de Paratinga, por meio da Secretaria de Infraestrutura e Serviços Urbanos.

## Cultura
A Secretaria Municipal de Cultura e Igualdade Racial é o órgão da prefeitura responsável pela educação e pela área cultural, turística e religiosa do município de Paratinga, cabendo a ela organização de atividades e projetos culturais. Foi criada em março de 2016, desmembrando-se da Secretaria de Educação, depois de várias reivindicações promovidas por grupos sociais e culturais da cidade.

### Arquitetura e patrimônio histórico

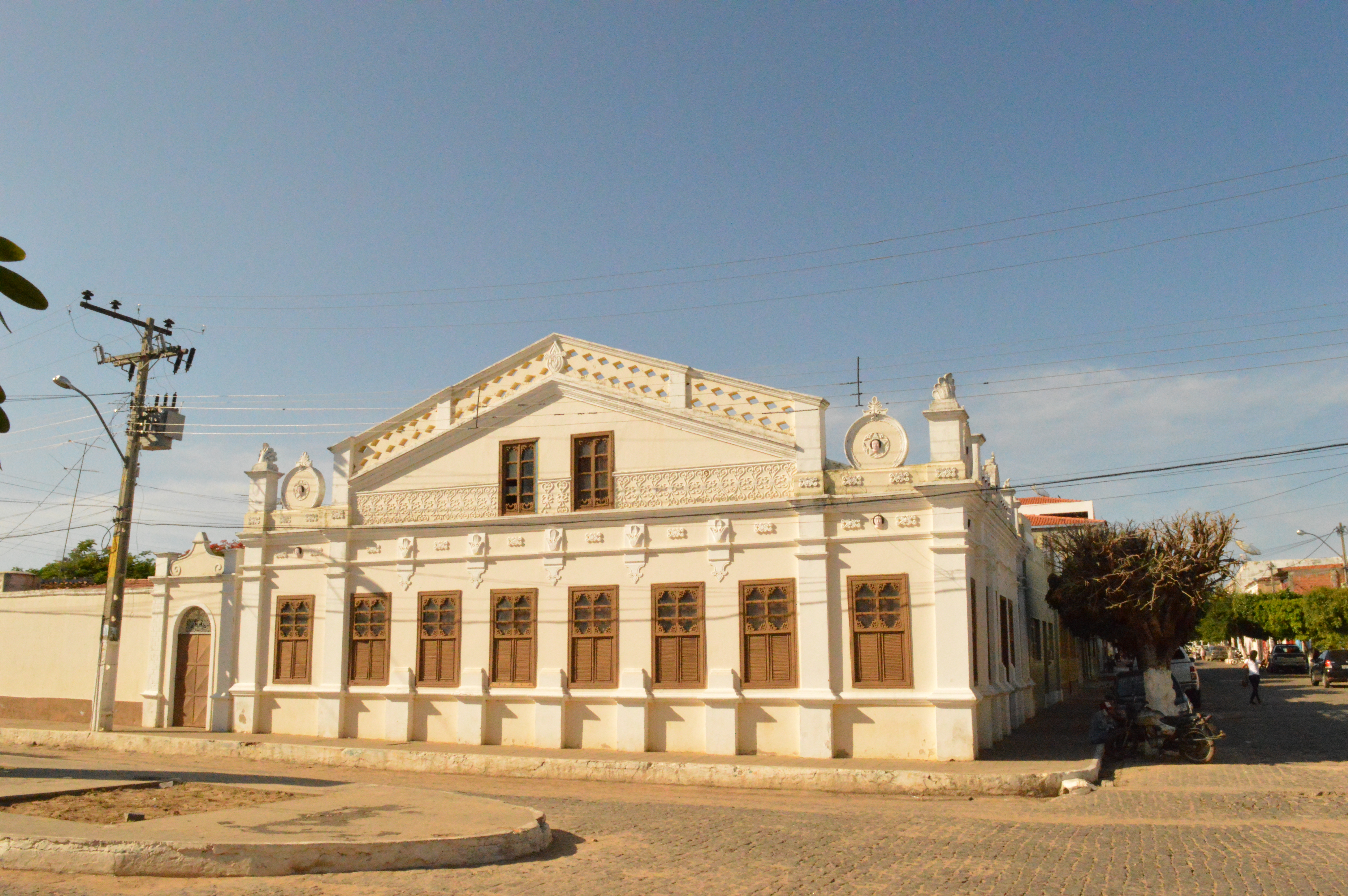
Prédio do antigo Centro Cultural Rio Branco, em janeiro de 2017.

Por se tratar de uma cidade de origem secular, Paratinga possui construções e acervo cultural que diz respeito não somente à sua história, mas também da origem da região oeste são franciscana. O município preserva características de vários períodos da arte, como casas ao estilo neobarroco, principalmente nos centros urbanos. Construções em áreas mais antigas do município, especialmente a Igreja Matriz, possuem influência não só do barroco, mas também de outros estilos mistos e do art déco.
Em contrapartida, o estado de conservação de grande parte do seu patrimônio histórico e cultural é incerto. No ano de 2001, um diário de bordo produzido pela Expedição Engenheiro Halfeld, em passagem pela cidade, elogiou o estado de conservação de prédios antigos de Paratinga. Em contrapartida, um estudo da Assembleia Legislativa do Estado de Minas Gerais (Alemg) publicado em 2002, por meio da campanha Rio São Francisco Patrimônio Mundial, afirmou que os bens do município estão "abandonados à própria sorte". Em dezembro de 2015, um incêndio destruiu grande parte da principal construção da cidade, a Igreja Matriz, que entrou em processo de reforma e recuperação em seguida. Em 2004, a prefeitura da cidade solicitou uma avaliação do Instituto do Patrimônio Artístico e Cultural da Bahia em relação às construções de Paratinga com a intenção de tombamento histórico.
A influência populacional anterior à colonização também está presente na cidade. A Gruta da Lapinha, por exemplo, é um dos locais onde pode se encontrar arte rupestre. Seu município vizinho e antigamente território de Paratinga, Sítio do Mato, abriga também obras e fragmentos cerâmicos. Em certos pontos da zona rural, como no povoado Boqueirão de Regino, também existem desenhos do gênero.

### Literatura e música

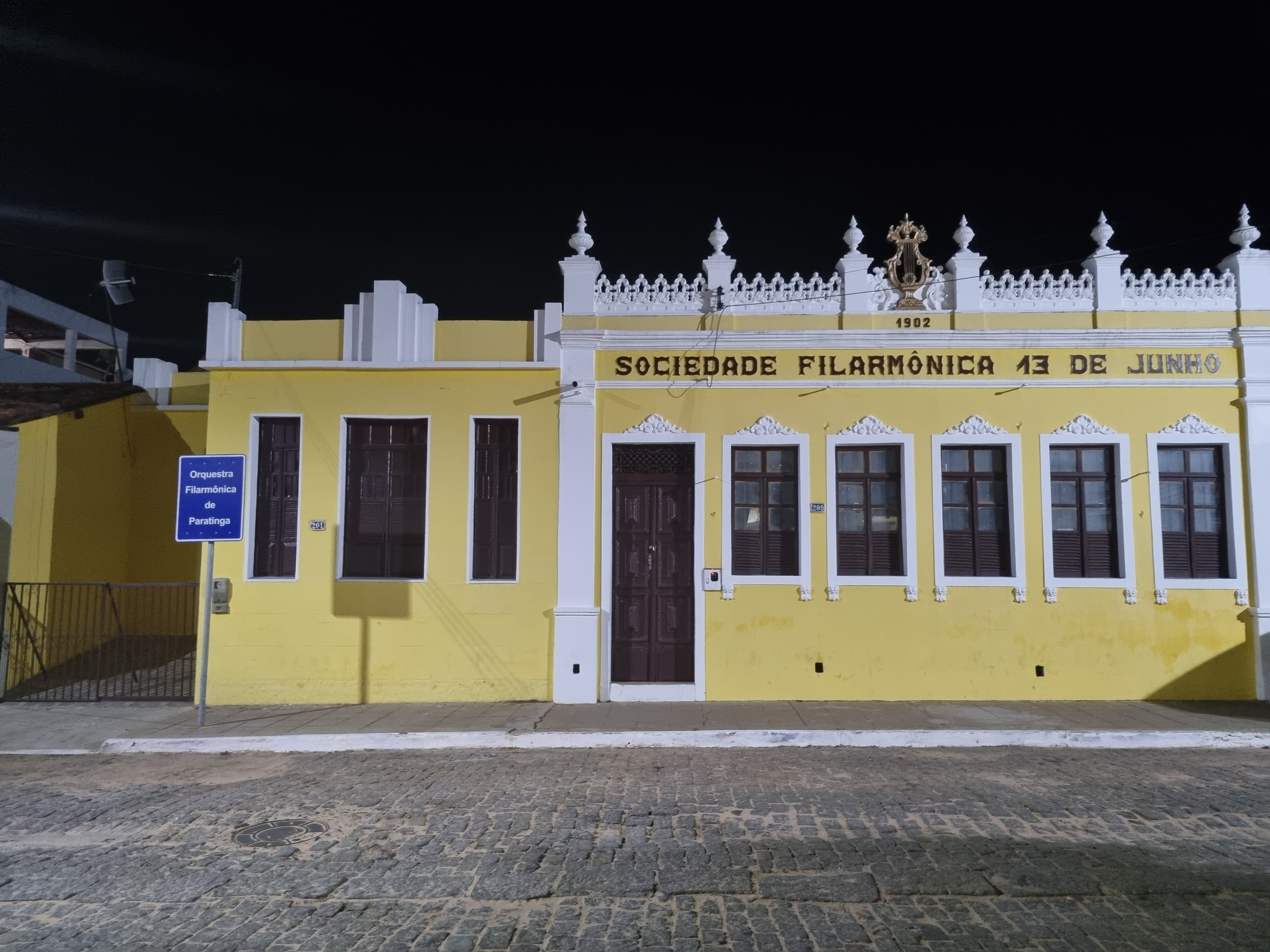
A Sociedade Filarmônica 13 de Junho, em Paratinga, é uma das mais antigas instituições do gênero na Bahia.

Durante o século e XVIII e XIX, Paratinga foi alvo de diversos registros e relatos, que, atualmente, estão descritos em obras acerca da história do Brasil e do estado da Bahia. Em um dos registros mais conhecidos e controversos, o historiador Theodoro Sampaio, ao passar em Paratinga no ano de 1879, fez avaliações negativas do local, afirmando que tratava-se de uma vila antiga, pobre e sem beleza. Durante o século XX, especialmente com a fundação do jornal O Ibopatinga, vários escritores, dentre jornalistas e futuros acadêmicos, participaram da produção de conteúdo. Dentre eles, destaca-se José Evandro de Oliveira Brandão, poeta e jornalista. Outro nome de destaque na literatura paratinguense foi Carlos Fernando Filgueiras de Magalhães, médico, pesquisador, ensaísta e escritor de várias obras, formado em Medicina pela Universidade Federal de Goiás, radicado em Goiânia por décadas e, mais tarde, premiado com o Troféu Jaburu, mais notável premiação do estado de Goiás.
Uma das formas mais antigas e tradicionais de expressão cultural paratinguense está na Sociedade Filarmônica 13 de Junho, orquestra fundada em 1902 e considerada uma das principais filarmônicas da Bahia. O grupo apresenta-se em vários eventos que ocorrem no município, tais como as festas de Santo Antônio, do Divino, de Nossa Senhora da Conceição, de São Sebastião, além de casamentos, cerimônias oficiais e outras atividades culturais. Outra banda da cidade é a Zabumba Alecrim, formada por moradores da zona rural e das regiões periféricas de Paratinga e, segundo especialistas, representa as raízes africanas do município.
Ao longo da história, foram publicados dois livros que trazem aspectos históricos do município. O primeiro foi Sociedade Filarmônica 13 de Junho: 100 Anos de Tradição e Cultura (2006), de Carlos Fernando Filgueiras de Magalhães. O segundo foi Histórias de Paratinga (2019), do jornalista Tiago Abreu.

### Atrativos e eventos

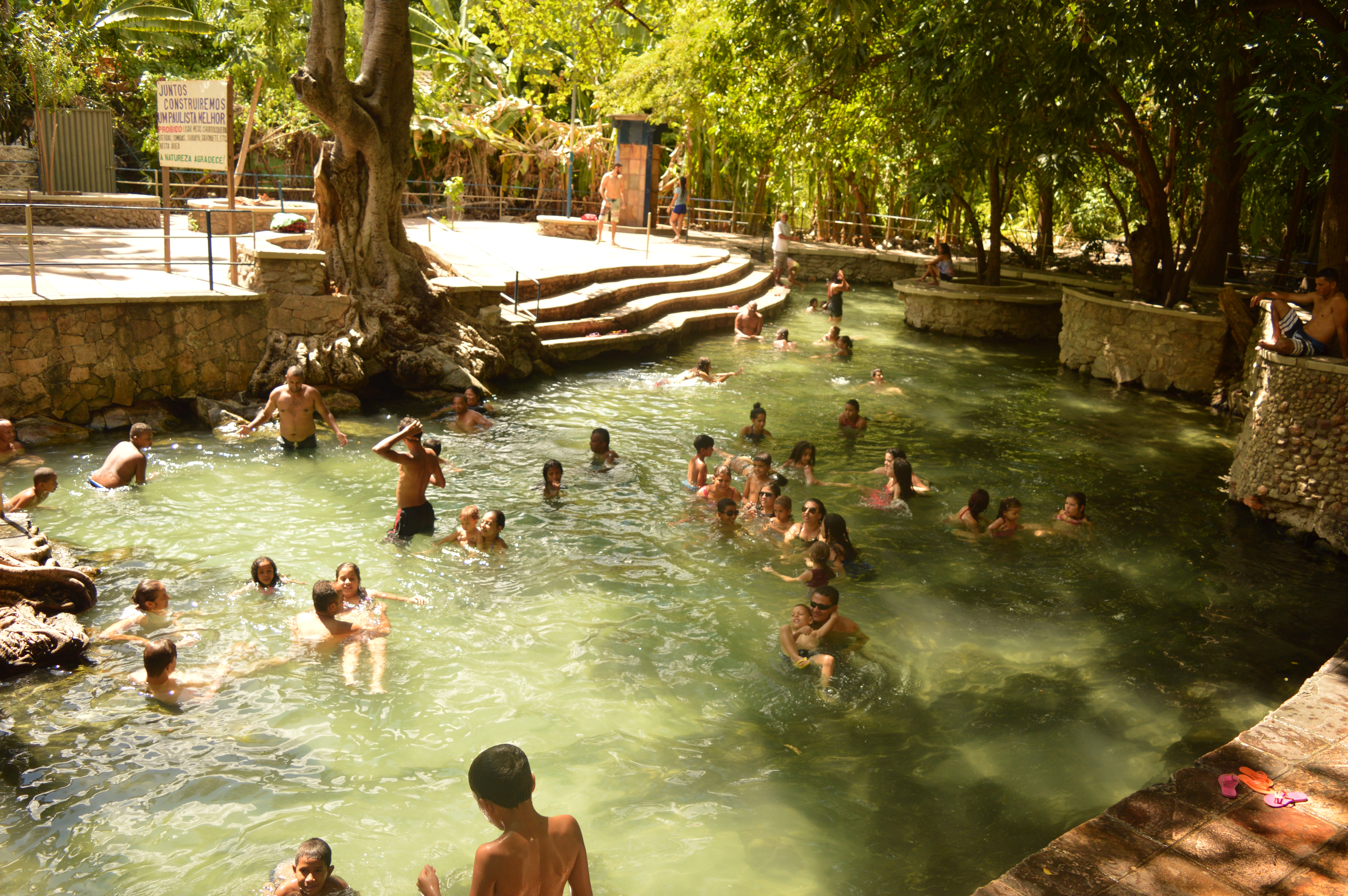
Banhistas em Águas do Paulista, em 2017.

Paratinga conta com vários pontos turísticos, distribuídos em diferentes pontos do municípios. O principal deles está no distrito de Águas do Paulista, localizando a 34 km do centro do distrito-sede. Ele se destaca por conter piscinas naturais de água termo-mineral e, em suas imediações, abriga bares e espaços de lazer. Outro ponto é o balneário do Brejo das Moças, caracterizado também pela água natural e quente.
Por meio do Rio São Francisco, outro ponto de destaque na cidade é o Cais do Porto; a Igreja Matriz de Santo Antônio, existente desde meados do século XVIII; a Praça 2 de Julho, onde ocorrem os principais eventos anuais ocorridos na cidade, tais como carnaval, festa junina, shows de artistas de notoriedade nacional e regional, aniversário da cidade,  entre outros; o Centro Cultural Rio Branco, construído no século XX; e o Mercado Municipal, construído em 1938 e está em pleno funcionamento; e a Ilha de Paratinga, considerada a maior ilha do Rio São Francisco. Além disso, localiza-se em Paratinga o Parque de Vaquejada Benjamim de Souza Filho, onde ocorreram atrações de vaquejada e apresentações musicais, de caráter variado.
Paratinga também concentra vários eventos religiosos e de folclore. Em janeiro, ocorre a Folia de Reis, que envolve missas, folias com bandas e a caretagem. Em fevereiro, a cidade realiza o carnaval, tradicionalmente concentrado na Praça 2 de Julho. Em maio ocorre a Festa do Divino Espírito Santo; em junho a Festa de Santo Antônio e São João, que coincide com o aniversário da cidade. Em dezembro, ocorre a Festa de Nossa Senhora da Conceição.

### Esportes

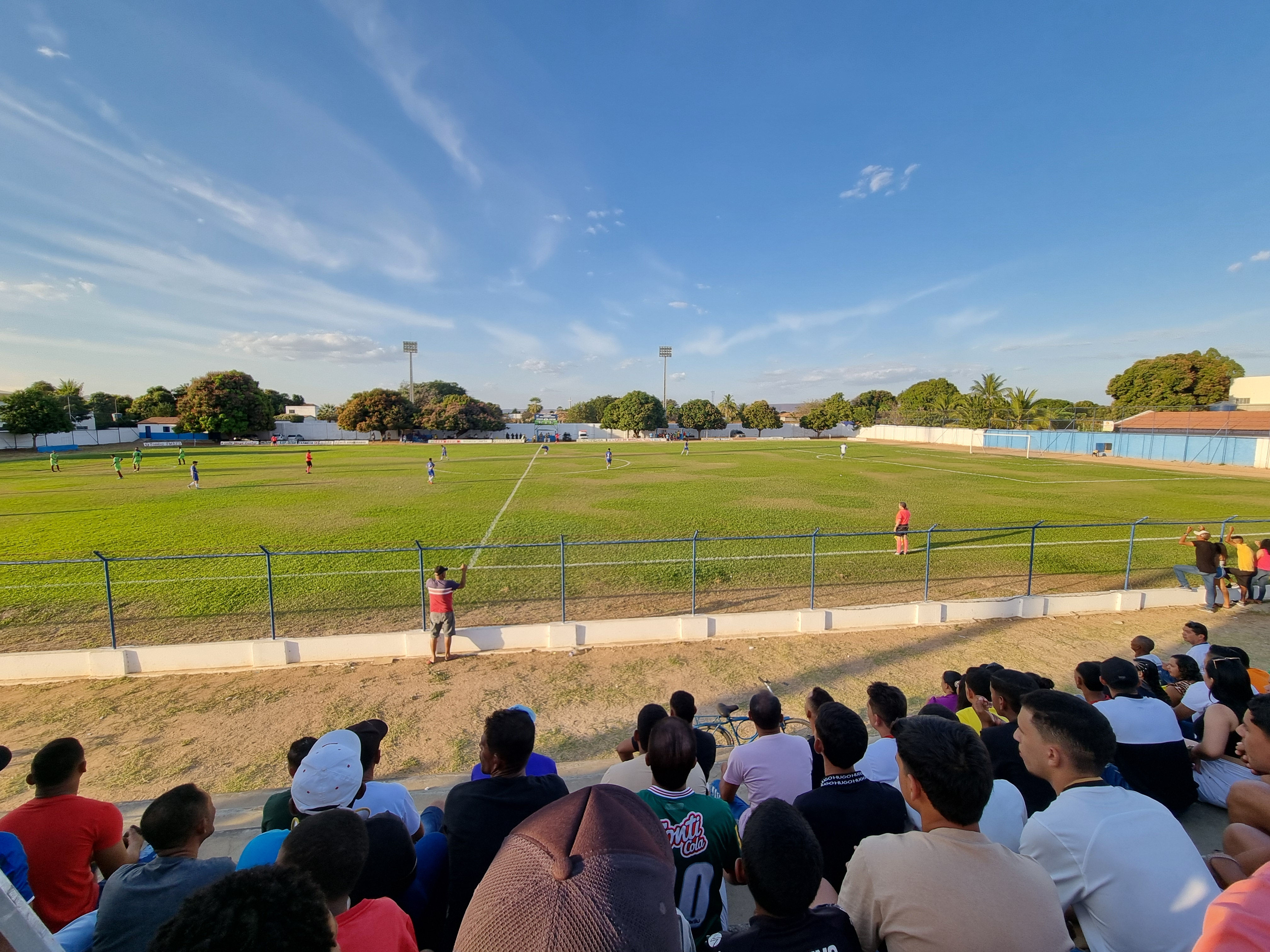
Torcedores no Estádio Waldemiro Cruz, em 2024.

Paratinga contém um campeonato de futebol amador, que envolve vários times, e também conta com uma seleção, a Liga Esportiva Paratinguense. Ela disputa o Campeonato Baiano Intermunicipal de Futebol desde o ano de 1993. Em regiões rurais do município ocorrem campeonatos regionais. São três: Beira Rio-Paulista, Santo Onofre e Caatingas. Outras iniciativas culturais estão previstas no Calendário da Cultura, de responsabilidade da Secretaria Municipal de Cultura e Igualdade Racial.
O principal espaço de esportes do município é o Estádio Municipal Waldemiro Cruz, criado em outubro de 1980 e que possui capacidade para 1 300 pessoas. A prefeitura e a Liga Esportiva Paratinguense são os mantenedores do estádio. Além disso, Paratinga conta com quatro quadras em sua zona urbana, maior parte delas construídas entre as décadas de 1980 e 1990 e ligadas à prédios públicos escolares. Na zona rural, destaca-se a quadra do povoado do Agreste São mantidas por escolas vinculadas, associações de bancários e pela prefeitura do município.

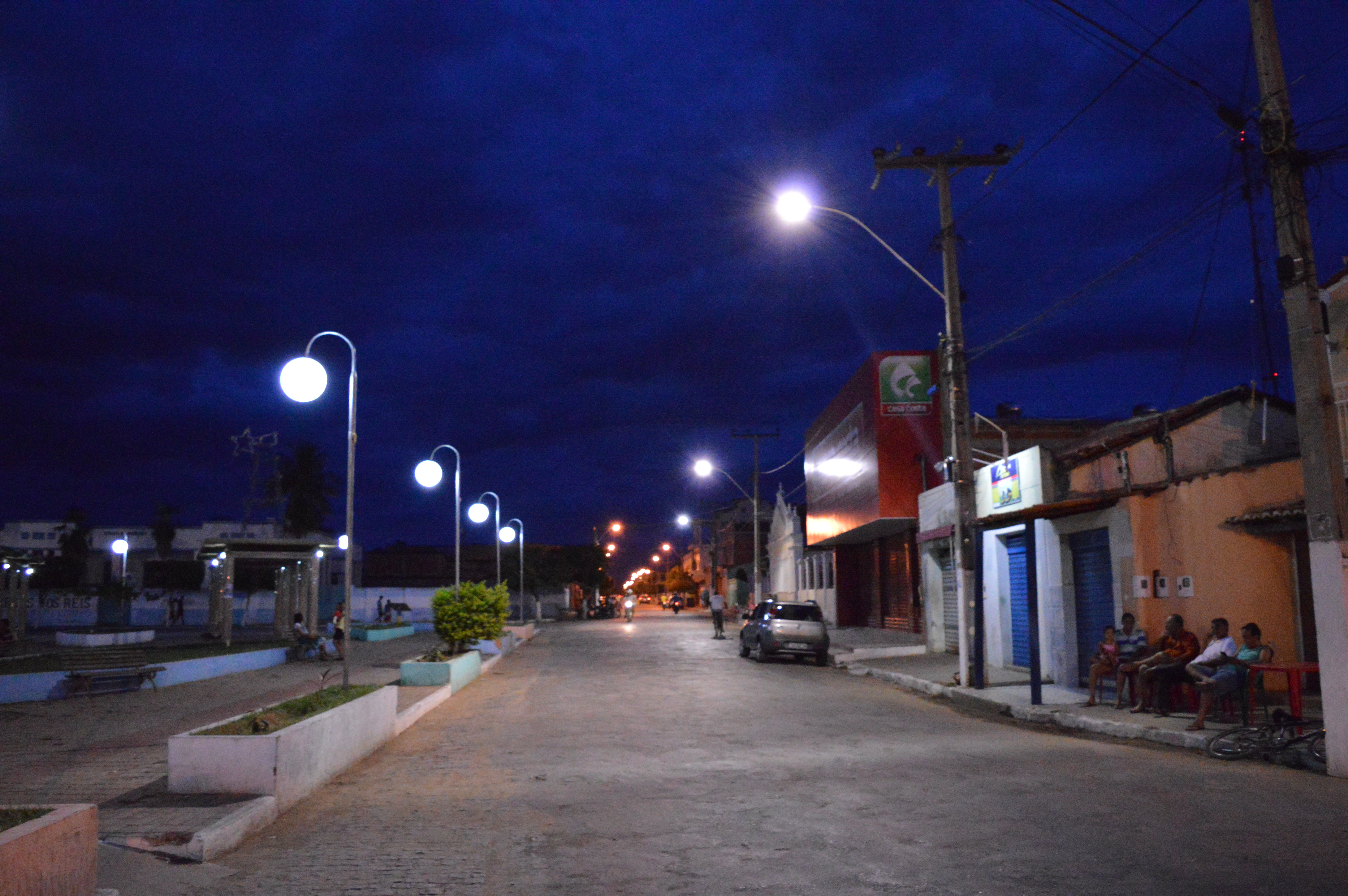
A Praça 2 de Julho, durante a noite.

### Vida noturna e culinária
As noites paratinguenses são marcadas por seus bares, praças e espaços de lazer. Concentrados na zona urbana na cidade e, especialmente, entre as áreas de turismo no distrito de Águas do Paulista, o município oferece atrativos que envolvem música, agitação e eventos. A rede hoteleira, por sua vez, não é extensa, mas apresenta alguns hotéis concentrados na zona urbana e no Paulista.
A culinária paratinguense se destaca por alimentos que fazem parte da produção feita na cidade. O café da manhã em Paratinga é caracterizado pelo avoador, também conhecido como peta, um biscoito branco à base de farinha, que também é destaque entre as safras na cidade. Outros alimentos típicos são o biscoito de tapioca, a cachaça e o tijolo de rapadura.

### Feriados
Segundo o decreto municipal nº. 006 de 2015, em Paratinga há, além dos feriados nacionais e estaduais e três pontos facultativos, cinco feriados municipais, que são: dia de São Sebastião (20 de janeiro), dia de Santo Antônio "Padroeiro de nossa paróquia" (13 de junho), dia do aniversário da cidade (25 de junho), dia do evangélico (5 de agosto) e dia de Nossa Senhora da Conceição (8 de dezembro).